# José Ramírez de Galarreta y Planell
José Ramírez de Galarreta y Planell (Madrid, 27 de enero de 1858 – Madrid, 1923), también conocido como José Ramírez I, fue un lutier fabricante de guitarra española y pionero de la Escuela de Guitarreros de Madrid. Como fundador de la casa de guitarras Ramírez en el año 1882, se le considera cabeza de la saga artesana de los Ramírez (su hermano Manuel, su hijo José Ramírez II y su nieto José Ramírez III), y de la de otros lutiers formados en su taller.

## Biografía
Hijo de Domingo Ramírez Galarreta y Martínez de Abad (natural de Salvatierra de Álava), constructor y maestro carpintero, José nació en Madrid el 27 de enero de 1858 a las 6h de la mañana. Su progenitor se había instalado en la capital de España para las contratas de construcción del nuevo barrio de Salamanca. José, entró con 12 años en el taller de Francisco González, en 1870, allí aprendió el oficio de lutier hasta que se independizó en 1882, alquilando un local en el número 24 de la Cava Baja. En él trabajaron juntos los hermanos Ramírez entre 1882 y 1887, hasta que a comienzos de ese año José dejó el taller familiar instalándose en la antigua plazuela del Rastro n.º 4, de donde se trasladó un año después a la calle de la Concepción Jerónima n.º 2. Manuel continuó en la Cava Baja hasta 1905.
El primer reconocimiento para José fue una medalla de oro en la Exposición Regional de Logroño, en 1887. En 1895 fue admitido como socio del Círculo de la Unión Industrial de Madrid y en 1900 en la Sociedad Guitarrística Española.
Su creación más conocida fue la guitarra de tablao, que desarrolló a petición de los guitarristas flamencos de la época que necesitaban una guitarra con potencia suficiente para hacerse oír en grandes espacios, a diferencia de las guitarras flamencas que, hasta entonces, se tocaban en espacios reducidos.

## Escuela de los Ramírez
Además de su hermano Manuel y su hijo José Simón, otros discípulos suyos –o de su hijo Manuel– fueron Rafael Casana, Enrique García (que más tarde se estableció en Barcelona), Julián Gómez Ramírez (que se estableció en París y fue maestro de Francisco Simplicio) y Antonio Viudez.